# Costus fissiligulatus
Costus fissiligulatus là một loài thực vật có hoa trong họ Costaceae. Loài này được Gagnep. mô tả khoa học đầu tiên năm 1902.